# Nicola Pugliese
Nicola Pugliese (Milaan, 8 augustus 1944 – Avella, 25 april 2012) was een Italiaanse schrijver en journalist. Zijn vader was ook journalist, zijn broer is de acteur en toneelregisseur Armando Pugliese (1947).

## Leven en werk
Pugliese woonde in Napels en werkte als verslaggever bij het dagblad Il Roma. In 1977 schreef hij de roman Malacqua (letterlijk "slecht / kwaad water"), die vier dagen vol onafgebroken regenbuien in Napels weergeeft. Een duidelijke plot heeft het boek niet, wel een verhaallijn met als centraal personage de journalist Carlo Andreoli, die in zich opneemt wat het water aanricht in de stad en wat het doet met de Napolitanen en met hemzelf. Een opvallend aspect is het bijzondere taalgebruik, waarin het striemende ritme van de regen lijkt aan te kondigen dat de stad elk moment door het kolkende water kan worden meegesleurd in een verdwijngat.
Pugliese wist de belangstelling te trekken van de schrijver Italo Calvino, die de roman onderbracht bij de literaire uitgeverij van Giulio Einaudi in Turijn. Hierbij bedong Pugliese dat geen letter aan zijn manuscript werd veranderd (waarbij de vele bewust gekozen herhalingen ongemoeid bleven) en dat tijdens zijn leven slechts één druk van het boek mocht verschijnen. Calvino en Einaudi gingen daarmee akkoord. Bij de lezers sloeg de roman meer aan dan bij de toenmalige literatuurcritici. Het al na korte tijd uitverkochte Malacqua gold jarenlang als een "Geheimtipp", waarvan fotokopieën de ronde deden onder ingewijde lezers.
Pugliese liet het bij deze ene roman, verliet zijn woonplaats Napels en trok zich terug in Avella. In 2008 werd nog een kafkaëske kleine vertelling La nave nera (Het zwarte schip) gepubliceerd. Pas na zijn dood werd Malacqua herdrukt en vanaf 2013 kon het regulier in de boekhandel worden verkocht. Het werd door critici verwelkomd als een te lang verborgen gebleven meesterwerk. Dat versterkte de cultstatus die het boek door zijn zeldzaamheid al had. In 2023 verscheen de Nederlandse vertaling van de hand van Annemart Pilon.

## Werken
- Malacqua. Giulio Einaudi Editore, Torino, 1977.
  - Malacqua. Vier dagen in Napels in afwachting van een bijzondere gebeurtenis. Ned. vert. Annemart Pilon, G.A. van Oorschot, Amsterdam, 2023. ISBN 9789028232013
- La nave nera. Compagnia dei Trovatori, Napoli, 2008.

- Bibliothèque nationale de France: cb127822904 (data)
- Gemeinsame Normdatei: 1148774629
- International Standard Name Identifier: 0000 0003 9651 8084
- Nederlandse Thesaurus van Auteursnamen: 185332633
- Istituto Centrale per il Catalogo Unico: RAVV001174
- Système universitaire de documentation: 179806327
- Virtual International Authority File: 291441179
- WorldCat: E39PBJrm3WpDGHb8tMGhFJ3WjC